# Francisco Augusto Mendes de Alcântara
Francisco Augusto Mendes de Alcântara (Oliveira do Hospital, Lagares da Beira, 10 de Junho de 1841 – ?) foi um político português.

## Biografia

### Filiação
Filho de Vicente José de Alcântara e de sua mulher Ana Mendes, neto paterno de Pedro de Alcântara e de sua mulher Josefa Maria de Abrantes e neto materno de Leonardo Borges e de sua mulher Maria Mendes.

### Formação
Frequentou a Faculdade de Teologia da Universidade de Coimbra, matriculando-se a 2 de Outubro de 1860, e a Faculdade de Direito da mesma Universidade. Obteve o grau de Bacharel em Direito a 28 de Maio de 1864 e o de Estudos Eclesiásticos a 27 de Junho de 1865.

### Carreira política
Eleito Deputado pelo Círculo Eleitoral de Arganil, N.° 9, em Outubro de 1901, para a Legislatura de 1902-1904, não se tendo apresentado a prestar juramento. Não integrou nenhuma Comissão Parlamentar, e não há registo de intervenções suas no Parlamento.